# Fred Poulet
Pour les articles homonymes, voir Poulet.
Fred Poulet est un auteur-compositeur-interprète et réalisateur français né à Dijon le 20 septembre 1961.
Le festival international du film Entrevues - Belfort lui décerne en 2006 le prix Gérard Frot-Coutaz (meilleur film français) pour son documentaire Substitute.
L'Association des écrivains sportifs lui a décerné le Grand Prix Sport et Littérature 2022 pour son premier roman intitulé 21 Virages. Ce livre est une fiction sur le coureur italien Marco Pantani.

## Discographie
- 1995 : Mes plus grands succès (Saravah)
- 1996 : Encore cédé (Saravah)
- 1998 : Dix ans de peinture (Saravah)
- 2003 : Hollywood baby (Wagram)
- 2005 : Milan Athletic Club (Label Bleu)
- 2005 : Golden retrieval, avec Gilles Coronado (Signature France Musique)
- 2018 : The Soleil (Dernière bande, Médiapop records)

### Participations
- 1998 : Comme un seul homme - Duo avec CharlÉlie Couture sur La négociation
- 2000 : I Feel For You (chanson de Bob Sinclar)
- 2005 : réalise le clip de Sur le pont d’Avignon de Franck Monnet
- 2006 : Hommage à Serge Gainsbourg, concert donné par Rodolphe Burger et Meteor Band dans le cadre du 6ème Festival C’est dans la Vallée au Temple Réformé de Sainte Marie Aux Mines, édité en CD - Duo avec Jacques Higelin sur En relisant ta lettre
- 2006 : textes pour Jeanne Balibar sur l'album Slalom Dame
- 2007 : Les Mecs qu’embrassent - Duo avec Bénabar sur J’me casse

## Filmographie
- 2007 : Substitute (Local film), film documentaire sur le footballeur Vikash Dhorasoo, filmé en super 8.
- 2010 : Making fuck off, film documentaire sur le tournage Mammuth, filmé en super 8, sélection officielle du festival de Cannes 2010 hors compétition.

## Ouvrage
- Hors Champ, coécrit avec Vikash Dhorasoo, Calmann-Lévy 2008
- Roman : 21 virages, 19 juillet 1997, la nuit d’avant, éditions en exergue, 2021